# Габардан (виконтство)
Виконтство Габардан (Габарре) (фр. Vicomté de Gabardan) — феодальное владение в Гаскони, располагавшееся на территории современного французского департамента Ланды. В состав его входили области Габардан и Парлебоск. Центром виконтства был город Габарре.

## История
Виконтство Габардан (Габарре) образовалось в конце X — начале XI века. Его территория (области Габардан и Парлебоск) с IX века находились в составе герцогства Гасконь. Согласно исследованиям Ж. де Жургена, после смерти умершего около 950 года герцога Санчо IV Гарсии Олорон, Ортез, Дакс, Турсан и Габардан оказались в руках Анера I (ум. до 978), которого Журген считает сыном герцога Санчо IV.
По Жургену у Анера I было 3 сына: Луп I Анер (ум. до 985), виконт Олорона, Ортеза и Дакса, Донат Анер (ум. после ноября 982), виконт Габардана, ставший родоначальником дома Габарре, и Санчо Анер, виконт Турсана, родоначальник дома де Турсан.
Донат Анер (лат. Donati Asnario) упоминается в акте, датированном ноябрём 982 года. Возможно его сыном был Арно Донат, упоминаемый в акте, датированном 1030 годом, однако достоверно это родство не установлено, и нет доказательств того, что Арно Донат был как-то связан с Габарданом.
Сыном Арно Доната был Роже (ум. ок. 1045). На его вдове Адели был женат виконт Беарна Гастон III.
Внук Роже, Пьер II, женился на Жискарде, сестре виконта Беарна Сантюля VI, который погиб в 1134 году, не оставив наследников. Поскольку Пьер II к тому времени уже умер, виконтом Беарна был признан его сын от Жискарды, Пьер III, а Габардан был объединён с Беарном. 
После смерти в 1290 году виконта Гастона VII Габардан достался его дочери Мате де Монкада, однако ей пришлось спорить из-за этого с сёстрами. Позже король Франции Филипп IV Красивый передал его королю Англии Эдуарду II, который, нуждаясь в деньгах, отдал Габардан в залог Гастону I де Фуа, сыну виконтессы Маргариты Беарнской, сестры Маты. Гастон воспользовался этим для того, чтобы оставить Габардан себе, что привело к возобновлению конфликта. Кроме того у Гастона возник конфликт и с младшим сыном Маты, Гастоном, виконтом Фезансаге. Поводом послужило завещание умершей в 1309 году Гильомметты Беарнской, младшей сестры матери Гастона. Гильоммета завещала сеньорию Кастельвьель Гастону де Фезансаге. Желая получить Кастельвьевель, Гастон де Фуа и его мать, Маргарита, заключили 7 сентября 1310 года с Гастоном де Фезансаге соглашение, по которому в обмен на Кастельвьевель тому передавался Капсью и денежная рента, обещая через 3 года обменять Габардан на Капсью. На этом условии король Филипп оставил Габардан за графом Фуа. Однако в итоге Гастон де Фуа отказался передавать Капсью, после чего Гастон де Фезанскаге обратился с жалобой к королю Филиппу, который июня 1311 году Гастона де Фуа выполнить соглашение. Однако Габардан так и остался предметом спора между домами графов Фуа и Арманьяк. При этом король Филипп неоднократно менял свои решения по этому вопросу. 1 июня 1313 года он приказал передать Габардан Мате де Монкада, однако это решение вызвало такое сопротивление, что 15 августа Филипп приказал взять виконтство под королевскую руку до принятия окончательного решения. А в ноябре того же года он передал спорные владения Гастону, однако тот тоже натолкнулся на сопротивление. После смерти Филиппа его преемник, Людовик X Сварливый, 23 марта 1315 года подтвердил последнее решение отца, но с тем же результатом. 
Правители Беарна продолжали носить титул виконтов Габардана до 1589 года, когда Генрих II де Бурбон стал королём Франции. В 1607 году Габардан в составе других личных владений Генриха был включён в состав домена короля Франции.

## Список виконтов Габардана
Дом Габарре (ок. 950—1171)
- ок. 950 — до 978: Анер (Азнар?) I Санше (ум. до 978), виконт Олорона, Ортеза, Даксаа, Турсанв и Габарре (Габаррдана)
- до 978 — после 982: Донат Анер (ум. после ноября 982), виконт Габарре, сын предыдущего
- после 982 — после 1030: Арно Донат (ум. после 1030), виконт Габарре, сын предыдущего
- после 1030 — ок. 1045: Роже (ум. ок. 1045), виконт Габарре, сын предыдущего
- ок. 1045—1097: Пьер I Роже (ум. 17 апреля 1097), виконт Габарре с ок. 1045, сын предыдущего
- 1097 — 1118/1134: Пьер II (ум. 1118/1134), виконт Габарре с 1097, сын предыдущего
- 1134—1153: Пьер III (ум. 1153), виконт Габарре и Брюлуа с 1118/1134, виконт Беарна (Пьер II) с 1134, сын предыдущего
- 1153—1170: Гастон V (ум. 1170), виконт Беарна, Габарре и Брюлуа с 1153, сын предыдущего
- 1170—1173: Мария (ум. 1186), виконтесса Беарна, Габарре и Брюлуа 1170—1173, сестра предыдущего
муж: Гиллем (Гильом) де Монкада (ум. 1172)

Дом Монкада (1171—1310)
- 1171—1172: Гильом I де Монкада (ум. 1172), сеньор де Монкада и Вик (Гиллем II), виконт Беарна с 1172
- 1173—1214: Гастон VI (1165—1214), виконт де Беарн, де Габардан и де Брюлуа с 1173, граф Бигорра и виконт де Марсан с 1196, сын предыдущего
- 1214—1224: Гильом Раймонд I (1166—1224), сеньор Монкада и Кастельвьель с 1173, виконт де Беарн, де Габардан и де Брюлуа с 1214, брат предыдущего
- 1224—1229: Гильом II (ок. 1185—1229), виконт Беарна, Габардана и Брюлуа с 1224, сын предыдущего
- 1229—1290: Гастон VII (1225—1290), виконт Беарна, Габардана и Брюлуа с 1229, виконт Марсана 1251—1270/1273, сын предыдущего
- 1290—1310: Мата (ок. 1245/1250 — после 1310), виконтесса Габардана и Брюлуа в 1290—1310, дочь предыдущего
- 1309—1313: Маргарита (ок. 1245/1250 — после 1312), виконтесса Беарна с 1290, виконтесса Марсана в 1310—1312, виконтесса Габардана в 1309—1313, сестра предыдущей

Дом Фуа-Беарн (1302—1412)
- 1313—1315: Гастон VIII (1287—1315), граф де Фуа (Гастон I), виконт Кастельбона, князь-соправитель Андорры с 1302, виконт Марсана и Габардана с 1313, виконт Беарна после 1313, сын виконтессы Маргариты Беарнской и внук Гастона VII
- 1315—1343: Гастон IX (1308—1343), граф де Фуа (Гастон II), виконт Беарна, Габардана и Марсана, князь-соправитель Андорры с 1315, сын предыдущего
- 1343—1391: Гастон X Феб (1331—1391), граф де Фуа, виконт Беарна, Габардана и Марсана, князь-соправитель Андорры с 1343, сын предыдущего
- 1391—1398: Матье (после 1363—1398), виконт Кастельбона с 1381, граф де Фуа, виконт Беарна, Габардана и Марсана, князь-соправитель Андорры с 1343, правнук Гастона I
- 1398—1412: Изабелла (до 1361—1428), графиня де Фуа, виконтесса Беарна, Габардана и Марсана 1398—1412, виконтесса Кастельбона 1400—1412, сестра предыдущего
муж: Аршамбо де Грайи (ум. 1412)

Дом Фуа-Грайи (1412—1517)

Герб объединённых графств Фуа, Бигорр и виконтства Беарн

- 1398—1412: Аршамбо де Грайи (ум. 1412), капталь де Бюш, сеньор де Грайи, граф де Бенож с 1369, граф де Фуа, виконт Беарна, Габардана и Марсана, князь-соправитель Андорры с 1398, виконт Кастельбона с 1400, муж предыдущей
- 1412—1436: Жан I (1382—1436), граф де Фуа, виконт Беарна, Габардана, Марсана и Кастельбона, князь-соправитель Андорры с 1412, граф де Бигорр с 1425, сын предыдущего
- 1436—1472: Гастон XI (1423—1472), граф де Фуа (Гастон IV) и де Бигорр, виконт Беарна, Габардана и Марсана с 1436, виконт Кастельбона 1425—1462, виконт Нарбонна 1447—1468, пэр Франции с 1458, сын предыдущего
- 1472—1483: Франциск (Франсуа) Феб (1467—1483), король Наварры с 1479, граф де Фуа и де Бигорр, виконт Беарна, Габардана и Марсана, пэр Франции с 1472, внук предыдущего
- 1483—1517: Екатерина (1470—1517), королева Наварры, графиня де Фуа и де Бигорр, виконтесса Беарна, Габардана и Марсана с 1483, сестра предыдущего
муж: Жан д’Альбре (ок. 1469—1516), король Наварры

Альбре (1517—1572)

Герб королей Наварры из дома Альбре

- 1517—1555: Генрих I (1503—1555), король Наварры (Генрих II) с 1517, граф Перигора и виконт Лиможа с 1516, граф де Фуа и де Бигорр, виконт Беарна, Габардана и Марсана с 1517, сеньор д’Альбре с 1522, герцог д’Альбре с 1550, граф д’Арманьяк с 1527, сын предыдущей
- 1555—1572: Жанна (1528—1572), королева Наварры (Хуанна III), графиня де Фуа и де Бигорр, виконтесса Беарна, Габардана и Марсана, герцогиня д’Альбре с 1550, дочь предыдущего

Бурбоны (1572—1607)
- 1572—1607: Генрих II де Бурбон (1553—1610), король Наварры (Генрих III), граф де Фуа и де Бигорр, виконт Беарна, Габардана и Марсана, герцог д’Альбре с 1572, король Франции (Генрих IV) с 1589, сын предыдущей